# Central (distrito de Botswana)
O Distrito Central é um dos 10 distritos rurais de Botswana. Sua capital é a cidade de Serowe e possuía uma população estimada de 576 064 habitantes em 2011. É o maior distrito em área do país.